# Martin P5M

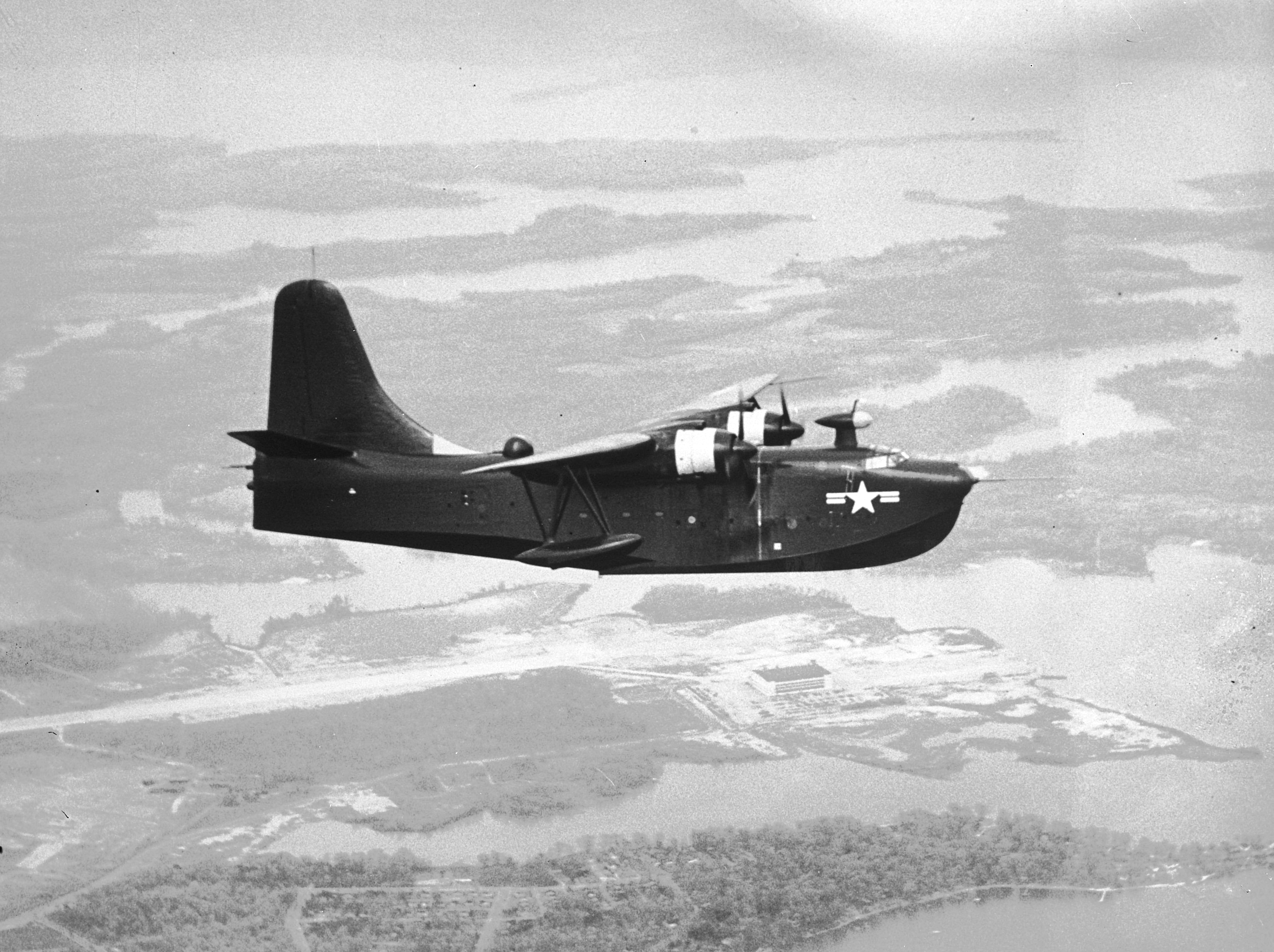
Der Martin XP5M-1 Marlin Prototyp am 23. Juni 1948 über dem Martin State Airport in Middle River (Maryland)

Die Martin P5M Marlin war das letzte Flugboot in Diensten der US Navy und US-Streitkräfte im Allgemeinen.

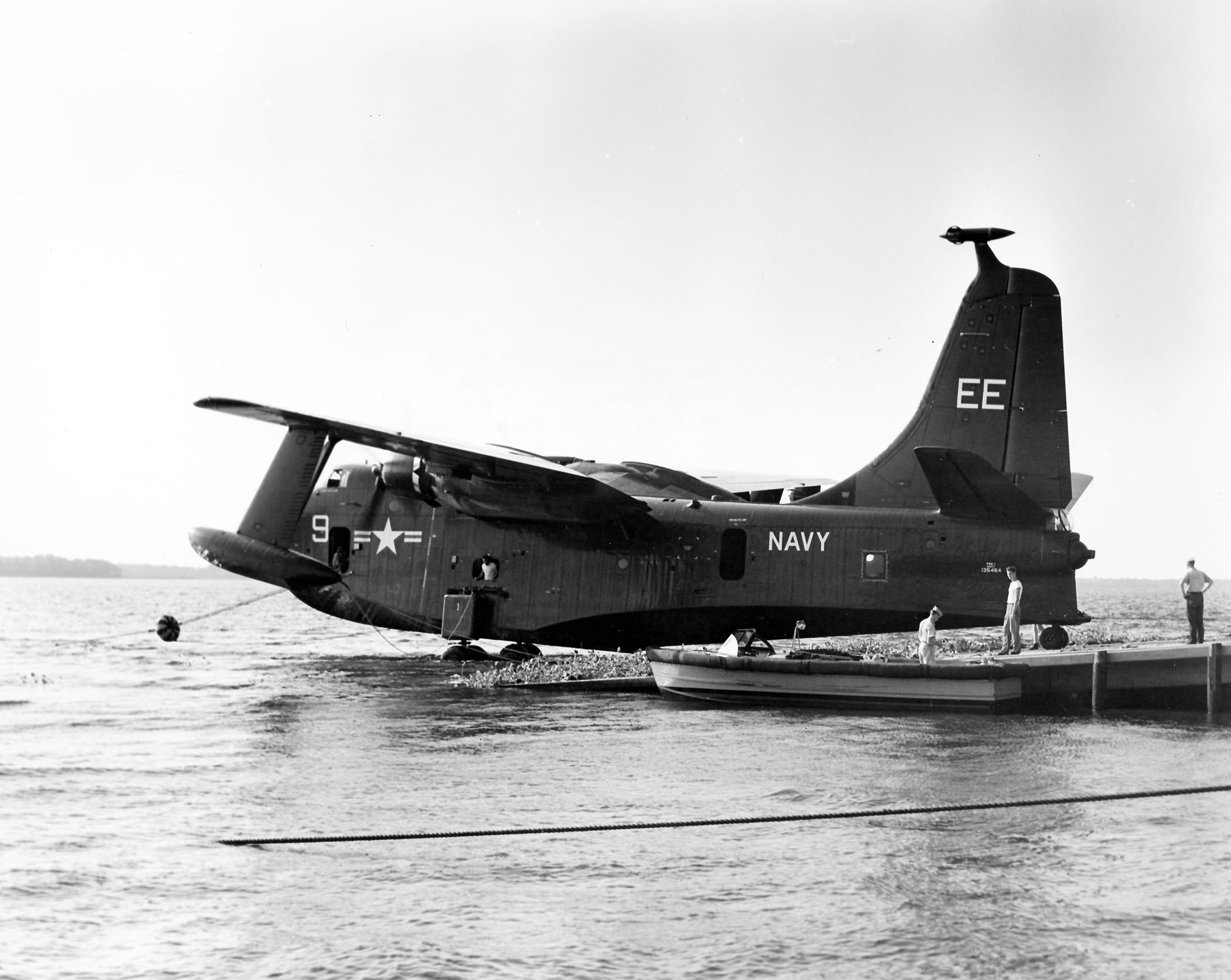
P5M-1 der Staffel VP-45 1954

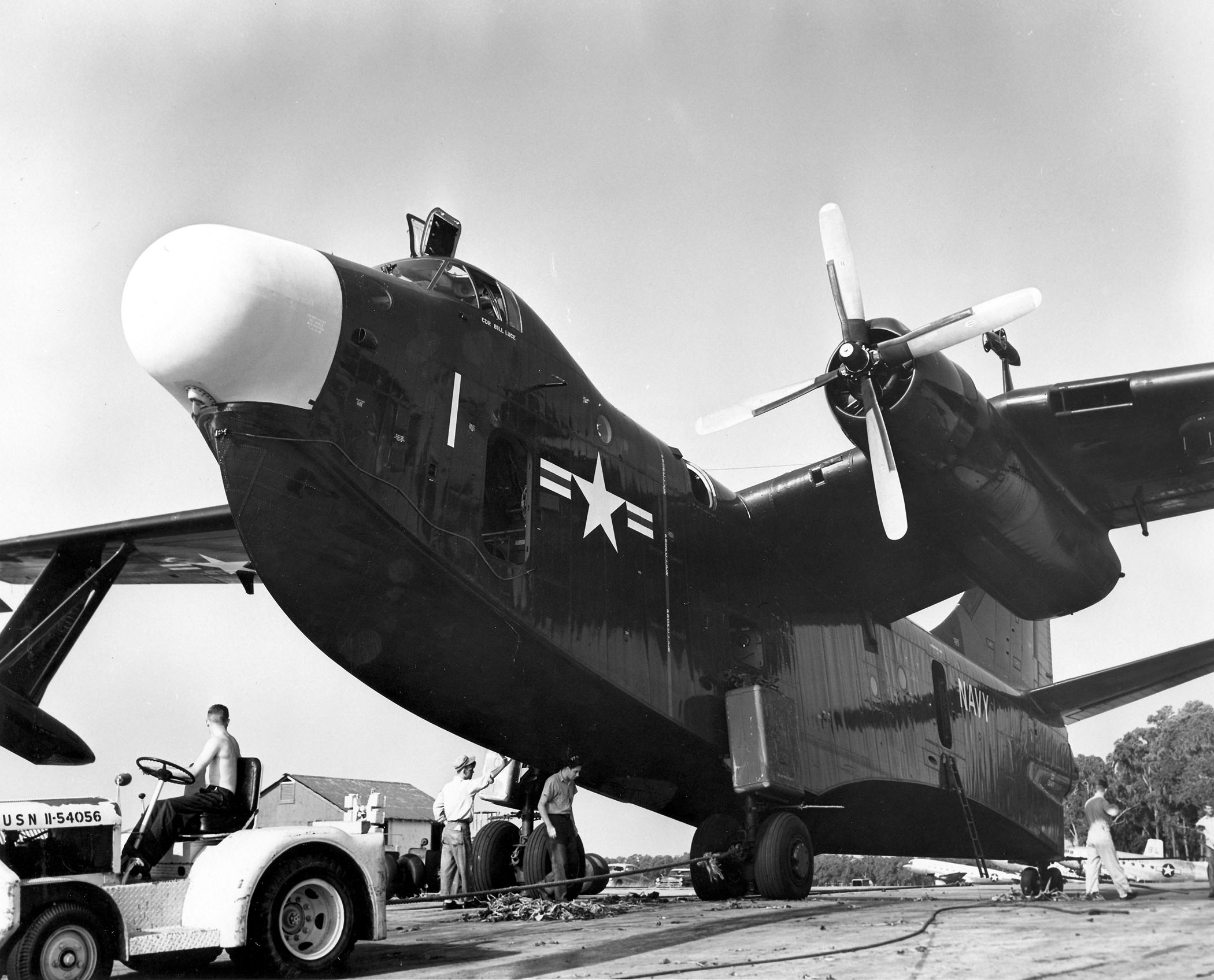
Eine P5M-1 wird 1954 zum Start vorbereitet

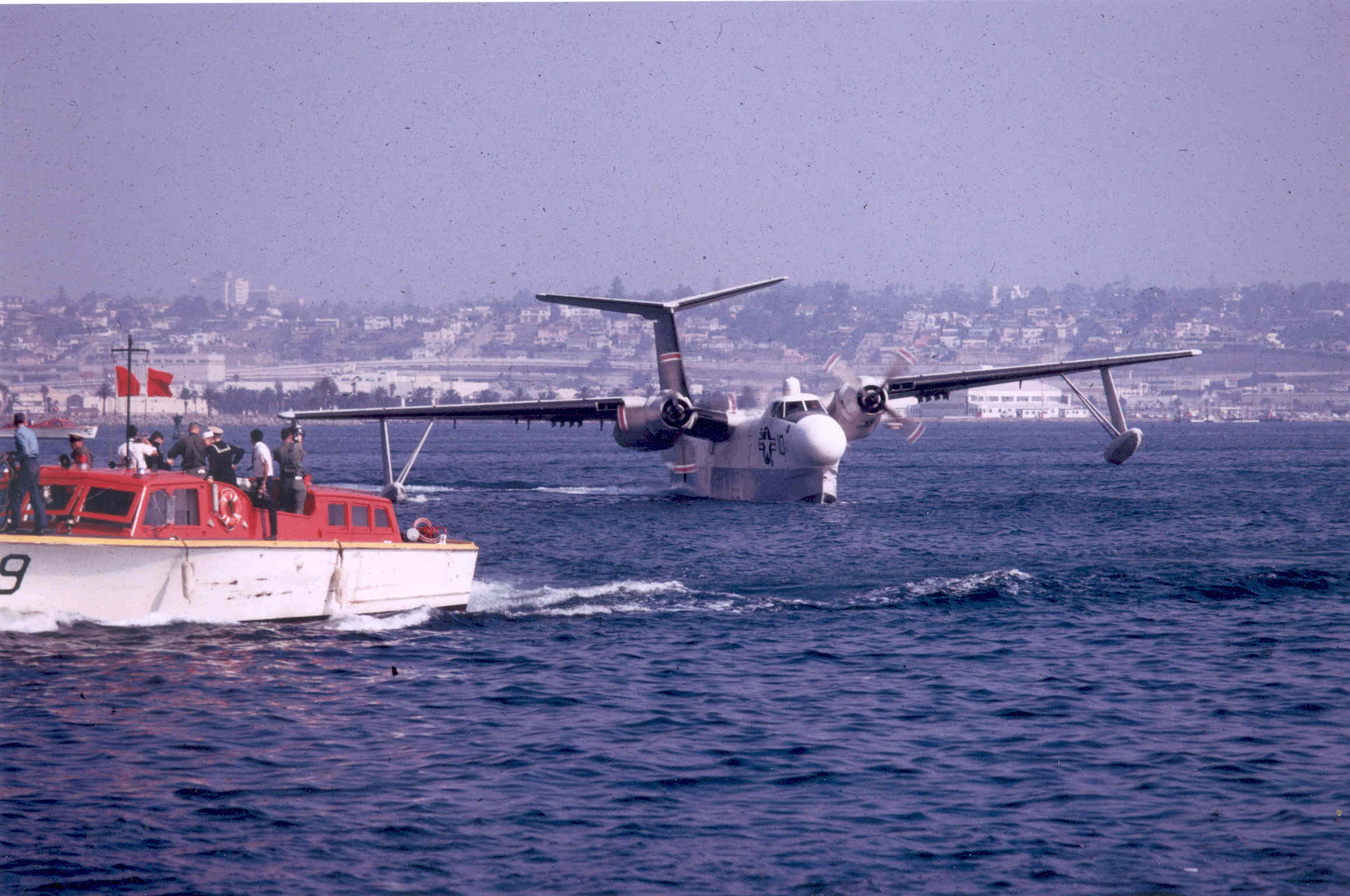
Die SP-5B nach ihrem letzten Einsatzflug 1967

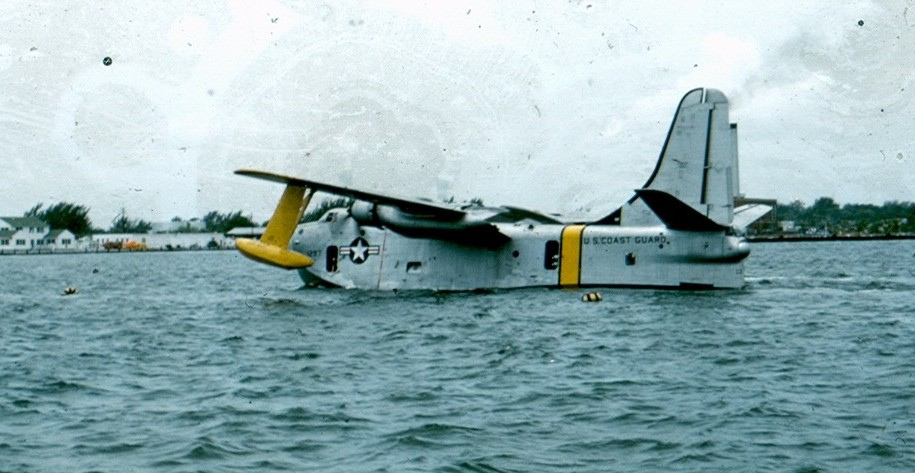
P5M-1G der U.S. Coast Guard 1955

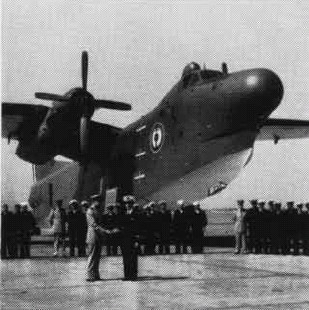
P5M-2 der französischen Marineflieger 1957

## Geschichte
Gebaut wurde die P5M Marlin von der Glenn L. Martin Company in Middle River, Maryland. Sie war die Nachfolgerin der Martin PBM Mariner. Der Prototyp XP5M Marlin basierte auf der Mariner mit einer neuen Rumpfgestaltung und einem neuen konventionellen Heckteil.
Die Marlin hatte wieder Knickflügel, um die Motoren so hoch anzuordnen, dass kein Spritzwasser eindringen konnte. Sie wurde von zwei Wright R-3350-Sternmotoren angetrieben. Die Rumpfform war von der japanischen Kawanishi H8K aus dem Zweiten Weltkrieg inspiriert. Der Rumpf stieg zum Ende etwas an und gab dem Flugzeug ein besseres Gleitverhalten beim Start.
Der Prototyp hatte in der Flugnase und im Heck je zwei 20-mm-Kanonen sowie einen Drehturm auf dem hinteren Rumpf mit zwei 12,7-mm-MGs. Das Cockpit wurde von der Mariner übernommen.
Der Erstflug erfolgte am 30. Mai 1948. Im Dezember 1949 erhielt Martin den Auftrag zum Bau von vier P5M-1 Serienmaschinen, die sich erheblich vom Prototyp XP5M-1 unterschieden. Im Jahr 1950 folgte ein weiterer Auftrag der US Navy über 163 Maschinen, die alle bis April 1954 ausgeliefert wurden. Hiervon gingen 156 P5M-1 an die Navy selbst und sieben P5M-1G waren für die US Coast Guard bestimmt.
Die Änderungen der P5M-1 gegenüber dem Prototyp waren ein angehobenes Cockpit für verbesserte Sicht, der Wiedereinbau des Nasendrehkopfes mit einer großen Radarkuppel für das Suchradar AN/APS-44, die Entfernung des Rumpfdrehturms sowie neue aerodynamischere Tragflächen. Die Triebwerksgondeln wurden verlängert, um Raum für Waffenbuchten in der Rückseite zur Verfügung zu stellen.
Am 25. November 1959 kam es zur Notwasserung einer P5M der US Navy im Puget Sound nahe der Whidbey Insel im US-Bundesstaat Washington. An Bord befand sich eine nuklear bestückte Wasserbombe vom Typ MK90 „Betty“. Die Waffe wurde bis heute nicht gefunden.
Der P5M-1 folgten 117 P5M-2-Maschinen. Diese hatten ein T-Leitwerk, einen Magnetic Anomaly Detector AN/ASQ-8 MAD im Heck, keine Heckbewaffnung, bessere Mannschaftsräume und eine bessere Bodenform, um Spritzwasser zu vermeiden.

## Zwischenfälle
Zwischen Juli 1953 und Dezember 1962 gingen insgesamt neun Maschinen dieses Typs infolge von Unfällen verloren.  Dabei kamen insgesamt 72 Menschen ums Leben. Der letzte Verlust einer P5M war zugleich auch der folgenschwerste: Am 26. Dezember 1962 verschwand eine Maschine (Registrierungsnummer 127712) der United States Navy aus ungeklärten Gründen während eines Patrouillenfluges vor der Küste von Kalifornien. Die letzte bekannte Position des Flugzeuges lag rund 300 Seemeilen südwestlich von San Diego. Die gesamte Besatzung von 13 Personen fand den Tod.

## Waffenbeladungsvarianten
- 4 × 980-kg-Torpedos.
- 4 × 900-kg-Minen oder Bomben
- 8 × 450-kg-Minen.
- 16 × 230-kg-Bomben.
- 16 × 150-kg-Wasserbomben
- 1 × Mark 90 „Betty“ (nuklear bestückte Wasserbombe)

## Versionen
P5M-1 (ab September 1962 P-5A)erste Produktionsserie für US Navy. 160 Stück gebaut
P5M-1S (SP-5A)überarbeitete P5M-1 mit neuer Elektronik und Anti-U-Boot-Ausstattung
P5M-2 (P-5B)zweite Produktionsserie für US Navy. 115 Stück gebaut
P5M-1GÜberstellung von sieben Maschinen an die US Coast Guard
P5M-1T (TP-5A)frühere P5M-1G für Trainingszwecke der US Navy weiterverwendet
P5M-2GÜberstellung von vier Maschinen an die US Coast Guard
P5M-2S (SP-5B)Umbau der meisten P5M-2 mit besserer Flugsteuerung und Anti-U-Boot-Ausstattung
SP-5SIGINT/ELINT-Version verwendet im Vietnamkrieg

### US Coast Guard
Sieben P5M-1Gs und vier P5M-2Gs wurden für die US Coast Guard zur Seenotrettung umgebaut. Die Flugzeuge erwiesen sich allerdings als schwer wartbar und wurden deshalb der US Navy zurückgegeben. Diese setzte sie dann als Trainer ohne Bewaffnung ein.

### Französische Marine
Die französische Marine bekam 1959 ex-US Navy Marlins zum Ersatz ihrer alten Short Sunderlands geliefert. Diese wurden für Seepatrouillen in Dakar in Senegal eingesetzt. Sie wurden fünf Jahre später wieder zurückgegeben.

## Technische Daten

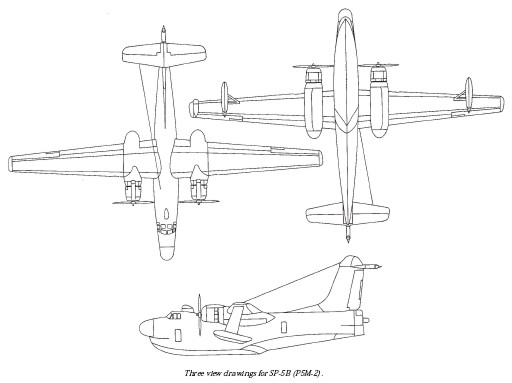
3-Seiten-Riss einer SP-5B

| Kenngröße             | Daten der P5M-2 Marlin                                         |
| --------------------- | -------------------------------------------------------------- |
| Besatzung             | 8                                                              |
| Länge                 | 30,7 m                                                         |
| Spannweite            | 36,0 m                                                         |
| Höhe                  | 10,0 m                                                         |
| Flügelfläche          | 130,1 m²                                                       |
| Flügelstreckung       | 10,0                                                           |
| Leermasse             | 22.900 kg                                                      |
| Startmasse            | 38.600 kg                                                      |
| Antrieb               | 2 × Sternmotoren Wright R-3350-32WA mit je 3.450 PS (2.570 kW) |
| Höchstgeschwindigkeit | 404 km/h                                                       |
| Dienstgipfelhöhe      | 7.300 m                                                        |
| Reichweite            | 3.300 km                                                       |
| Bewaffnung            | Bombenbeladung siehe Text                                      |